# Euclea polyandra
Euclea polyandra är en tvåhjärtbladig växtart som först beskrevs av Carl von Linné d.y., och fick sitt nu gällande namn av Ernst Meyer. Euclea polyandra ingår i släktet Euclea och familjen Ebenaceae. Inga underarter finns listade i Catalogue of Life.